# Тихополье
Тихополье (укр. Тихопілля) — село, Тихопольский сельский совет, Лозовский район, Харьковская область, Украина.
Код КОАТУУ — 6323987001. Население по переписи 2001 года составляет 508 (243/265 м/ж) человек.
Является частью Садовского старостинского округа (после укрупнения районов 17 июля 2020 года).
Являлось до 2020 года административным центром Тихопольского сельского совета, в который, кроме того, входили сёла:
Благода́тное,
Лима́н и
Но́вая Мечеби́ловка.

## Географическое положение
Село Тихополье находится на правом берегу реки Бритай, русло которой в этом месте используется под Канал Днепр — Донбасс.
Выше по течению примыкает село Благодатное,
ниже по течению на расстоянии в 4 км — село Мечебилово (Барвенковский район).
Через село проходит автомобильная дорога Т-2109.

## История
- 1881 — дата основания как Собакарева хутора.
- 1923 — переименовано в село Ягоревка.
- 1930 — переименовано в село Тихополье.
- В 1993 году в селе действовали отделение связи, автоматическая телефонная станция, детский сад, магазин, медпункт, столовая, школа, гараж, колхоз "Прогресс"[1]

## Экономика
- Частное арендное сельскохозяйственное предприятие «Прогресс».

## Достопримечательности
- Братская могила советских воинов. Похоронено 300 воинов.